# Őr
Őr is een plaats (község) en gemeente in het Hongaarse comitaat Szabolcs-Szatmár-Bereg. Őr telt 1380 inwoners (2001).